# Vuga
Vuga est un film dramatique nigérian sorti directement en vidéo en 2000. Il a été par Simi Opeodu.

## Fiche technique
- Titre français : Vuga
- Réalisation : Simi Opeodu
- Société de production : Infinity Films
- Pays d'origine : Nigeria
- Format : couleurs
- Genre : drame
- Durée : 111 minutes
- Date de sortie : 2000

## Distribution
- Chiwetalu Agu
- Segun Arinze
- Regina Askia-Williams
- Gentle Jack
- Larry Koldswe
- Ramsey Nouah